# Mali grad, Kamnik
Mali grad je skalna vzpetina nad starim srednjeveškim jedrom Kamnika. Na griču stojita romanska kapela in razvaline gradu.

## Zgodovina
Kakor kažejo arheološke najdbe, je bilo na Malem gradu kultno središče že v času pred antiko. Mali grad (Spodnji grad) se prvič omenja leta 1202. Najstarejše znano poročilo je datirano na listini, ki nosi datum 6. februar 1202, s katero zastavlja Meranski vojvoda Berthold svoja dva gradova - Mali in Stari grad -  v Kamniku, vendar pa je precej starejši.
Danes je grad v razvalinah, romanska grajska kapela pa je dobro ohranjena. Vidni so še ostanki posameznih obrambnih zidov, in pa delno popravljeni in na novo pokrit obrambni stolp. Izkopani ostanki kažejo na romanske sestavine gradu.

## Kapela sv. Eligija
Okoli leta 1100 so po vzoru poznoantičnih matrijev zgradili kapelo sv. Marjete s kripto. Še danes je tam dobro ohranjena romanska kapela v dveh nadstropjih, spodnja s kripto in zgornja, pozneje nadzidana kapela sv. Eligija. Spodnja je obsegala sedanji prezbiterij, ko pa so mu v 12.stol. prizidali ladjo, so na njeno fasado prenesli prvotni portal.
V 13. stoletju so ladjo nadzidali in  tri stranice stolpa nad starim prezbiterijem spremenili v polkrožno poznoromansko apsido. Tako je nastala nadstropna kapela.
Po prezidavah okoli leta 1470 in barokizaciji okoli leta 1700 je stavba dobila današnji videz, saj je v ladijskem delu baročno obokana. Prezbiterij je majhen in kvadraten, pod njim je majhna kripta z vzdolžnim banjastim obokom. V notranjosti kapele so ostanki fresk iz obdobja gotike in baroka. V zvoniku visi le en zvon. Posvečen je svetemu Roku. V zgornji ladji je zvezdasto rebrasti obok s sklepniki značilnimi za 15. stoletje. Kapela je v ladji nadstropna, kar naj bi bila posledica delitve stanov, ki so jo uporabljali.
Kot celota spada kapela na Malem gradu kljub kasnejšim predelavam med pomembnejše in najstarejše romanske spomenike v Sloveniji in Evropi.

## Legende
O Malem gradu krožijo številne legende:
- o poganskem templju,
- o zakopanem zakladu,
- o Veroniki,
- in o zakleti ajdovski deklici, katero podobo je povzel tudi kamniški grb.

## Galerija
- Obrambni stolp
- Mali grad
- Osrednji prostor kapele
- Freska
- Freska (motiv angelcev)
- Sklepnika
- Glavič